# Maiaspondylus lindoei
Il maiaspondilo (Maiaspondylus lindoei) è un rettile marino estinto, appartenente agli ittiosauri. Visse nel Cretaceo inferiore (Albiano, circa 110 milioni di anni fa) e i suoi resti fossili sono stati ritrovati in Nordamerica (Canada).

## Descrizione
Questo animale è noto per alcuni fossili: l'olotipo (noto come UALVP 45635) è uno scheletro quasi completo ma disarticolato, ma sono stati ritrovati altri esemplari interessanti, tra i quali anche otto vertebre articolate di un adulto con due embrioni quasi completi. Tutti gli esemplari provengono dalla zona di Hay River nei Territori del Nord-Ovest in Canada, e risalgono all'Albiano. Maiaspondylus doveva essere un ittiosauro di dimensioni medio-grandi, di lunghezza superiore ai 5 metri. Il cranio era lungo e piuttosto basso, con un muso dotato di numerosi denti appuntiti e orbite piccole. Come la maggior parte degli ittiosauri, Maiaspondylus possedeva un corpo idrodinamico simile a quello del tonno, una coda bilobata e quattro arti trasformati in strutture simili a pagaie.

## Classificazione
Originariamente i resti fossili di questo animale vennero attribuiti al genere Platypterygius. In ogni caso, analisi cladistiche più recenti hanno dimostrato che Maiaspondylus è un genere valido a tutti gli effetti, nell'ambito della famiglia degli oftalmosauridi (un gruppo specializzato di ittiosauri). Uno studio mostra che Maiaspondylus è strettamente imparentato con "Platypterygius" americanus (una specie che probabilmente non appartiene a Platypterygius) (Druckenmiller e Maxwell, 2010).

## Paleoecologia
I fossili dell'esemplare con i due embrioni (noto come UALVP 45639) suggeriscono che Maiaspondylus fosse un animale ovoviviparo, che faceva schiudere le uova all'interno del proprio corpo per poi dare alla luce piccoli già in grado di nuotare. Questi embrioni sono i più piccoli e i più recenti fra gli embrioni di ittiosauri noti (Maxwell e Caldwell, 2003). Altri ittiosauri di cui sono noti embrioni sono Stenopterygius del Giurassico e Besanosaurus del Triassico.

## Significato del nome
Il nome generico Maiaspondylus deriva dalle parole greche maia (μαία), ovvero "buona madre", e spondylos (σπόνδυλος), ovvero "vertebra", in riferimento all'esemplare composto da otto vertebre accanto a due embrioni. L'epiteto specifico, lindoei, è in onore del tecnico del museo geologico dell'Università dell'Alberta per aver scoperto, recuperato e preparato gli esemplari.